# Johnius fasciatus
Johnius fasciatus är en fiskart som beskrevs av Chu, Lo och Wu, 1963. Johnius fasciatus ingår i släktet Johnius och familjen havsgösfiskar. Inga underarter finns listade i Catalogue of Life.